# The House of the Dead (игра)
The House of the Dead — видеоигра в жанре рельсового шутера с элементами Survival horror, разработанная компанией Wow Entertainment и выпущенная компанией Sega в 1997 году, начавшая одноимённую серию. Впервые игра вышла на аркадных автоматах. Спустя год последовал порт на Sega Saturn и PC.

## Игровой процесс
Игра представляет собой виртуальный тир, в котором камера движется самостоятельно и независимо от игрока. Игроку же предоставлена лишь возможность уничтожения встающих на его пути существ. При разных действиях игрока путь до конца уровня меняется (спасение или не спасение ученых, смена направлений движения с помощью рубильников, пробивание проходов). Во время игры будут попадаться ученые, которым можно помочь, в благодарность за это они дают дополнительную единицу жизни. Также можно разбивать ящики — в них будет золотая лягушка, аптечка или монета. Аптечка восстанавливает единицу здоровья, а монета и лягушка дают дополнительные очки.
Противниками в игре являются различные монстры и мутанты. Игрок может расстреливать их как угодно: проделывать в их телах огромные дыры, отстреливать конечности или одним выстрелом сносить голову. Также в игре встречаются боссы. Несмотря на то, что за один удар они наносят тот же урон, что и рядовые монстры, убить их трудно, поскольку у боссов есть лишь одно слабое место. А те боссы, у кого его нет, двигаются очень быстро, не давая по себе попасть.

## Сюжет
Агенты AMS, Томас Роган и Джи, узнают от невесты Рогана, Софи Ричардс, что в особняке Доктора Кьюриена произошла катастрофа. Доктор проводил ужасные эксперименты, которые плачевно кончились: результаты его опытов наводнили особняк и прилегающие территории. Героям необходимо попасть в глубь особняка, чтобы понять, как остановить этот кошмар.

## Отзывы
| Сводный рейтинг       | Сводный рейтинг | Сводный рейтинг | Сводный рейтинг |
| Издание               | Оценка          | Оценка          | Оценка          |
| Издание               | Аркады          | PC              | Saturn          |
| --------------------- | --------------- | --------------- | --------------- |
| GameRankings          |                 |                 | 71%             |
| Иноязычные издания    |                 |                 |                 |
| Издание               | Оценка          | Оценка          | Оценка          |
| Издание               | Аркады          | PC              | Saturn          |
| AllGame               |                 | [ 2 ]           | [ 3 ]           |
| CVG                   | Positive        | 5/10            |                 |
| Edge                  |                 |                 | 7/10            |
| Game Informer         |                 |                 | 8/10            |
| GameRevolution        |                 |                 | C               |
| GamesMaster           |                 |                 | 85%             |
| GameSpot              |                 |                 | 7.3/10          |
| PC Gamer (US)         |                 | 88%             |                 |
| PC Zone               |                 | 76%             |                 |
| Sega Saturn Magazine  |                 |                 | 26/30           |
| Русскоязычные издания |                 |                 |                 |
| Издание               | Оценка          | Оценка          | Оценка          |
| Издание               | Аркады          | PC              | Saturn          |
| Absolute Games        |                 | 60 %            |                 |
| Game.EXE              |                 | 85 %            |                 |

В основном игра получила позитивные отзывы. Аркадная версия получила 4.5 из 5 от сайта Allgame. Порты для PC и Sega Saturn получили чуть меньшие оценки, поскольку данные версии не были «отшлифованы» и доработаны, что явно ставило их по качеству на уровень ниже, чем аркадный оригинал.

## Ремейк
Ремейк игры был анонсирован в апреле 2021 на презентации Nintendo Indie World Showcase. Его разработкой занялась польская студия MegaPixel Studio, ранее выпустившая Panzer Dragoon: Remake, а издателем выступила Forever Entertainment под лицензированием от Sega. Игра работает на движке Unity. Ремейк вышел 7 апреля 2022 года на Nintendo Switch, 28 апреля на PlayStation 4, Xbox One, облачном сервисе Stadia и ПК под управлением Windows, 23 сентября на Xbox Series X/S и 20 января 2023 года на PlayStation 5.
В ремейке имеются обновлённая графика, перезаписанный саундтрек, управление с помощью гироскопа, фоторежим, новый игровой режим Horde Mode, в котором игроку нужно пережить нападения волн зомби, а также локализации на дополнительные языки, в том числе и русский.

## Экранизация
15 февраля 2003 года был выпущен одноимённый фильм режиссёра Уве Болла. Хотя сам фильм не являлся ни прямым переносом, ни даже «фильмом по мотивам», в нём были фрагменты из данной и других частей игры.